# Virslīga (2018)
Sezon 2018 był 27. edycją Virslīgi – najwyższej klasy rozgrywkowej na Łotwie. Sezon rozpoczął się 31 marca, a zakończył 10 listopada 2018. 
Tytułu broniła drużyna FK Spartaks Jurmała. MIstrzostwo zdobyła drużyna Riga FC. Po zakończeniu poprzedniego sezonu z ligi spadła drużyna SK Babīte, a w jej miejsce awansował zespół Valmiera FC. Drużyna FK Metta zajmując siódme miejsce w sezonie 2017, po wygranych meczach w barażach utrzymała się w lidze.
Rozgrywki prowadzono systemem kołowym, w którym każda drużyna grała z każdą po cztery razy. Zespół, który zajął siódme miejsce na koniec sezonu, musiał zmierzyć się z wicemistrzem 1. Līgi w barażach o udział w następnym sezonie Virslīgi.

## Drużyny
| Uczestnicy poprzedniej edycji                                                                                 | Uczestnicy poprzedniej edycji | Uczestnicy poprzedniej edycji | Uczestnicy poprzedniej edycji |
| --- | ----------------------------- | ----------------------------- | ----------------------------- |
| SPJ | Spartaks Jūrmala              | 1                             |                               |
| MEL | FK Lipawa                     | 2                             |                               |
| BAR | Riga FC                       | 3                             |                               |
| FKW | FK Ventspils                  | 4                             |                               |
| RFS | FK RFS                        | 5                             |                               |
| FKJ | FK Jelgava                    | 6                             |                               |
| MLR | FS METTA/LU Ryga              | 7                             |                               |
| Awans z 1. līgi (2017)                                                                                        |                               |                               |                               |
| VAL | Valmiera FC                   | 1                             |                               |
| Oznaczenia: - kolumna pierwsza – skróty nazw drużyn, - kolumna trzecia – miejsce zajęte w poprzednim sezonie. |                               |                               |                               |

## Tabela
| Lp. | Drużyna          | M  | Z  | R | P  | Bramki | Bramki | Różn. | Pkt | Uwagi                                        | Bezpośrednio |
| --- | ---------------- | -- | -- | - | -- | ------ | ------ | ----- | --- | -------------------------------------------- | ------------ |
| 1   | Riga FC          | 28 | 20 | 4 | 4  | 45     | 16     | +29   | 64  | Liga Mistrzów UEFA • II runda kwalifikacyjna |              |
| 2   | FK Ventspils     | 28 | 18 | 6 | 4  | 54     | 22     | +32   | 60  | Liga Europy UEFA • I runda kwalifikacyjna    |              |
| 3   | FK RFS           | 28 | 18 | 1 | 9  | 57     | 23     | +34   | 55  | Liga Europy UEFA • I runda kwalifikacyjna    |              |
| 4   | FK Lipawa        | 28 | 15 | 6 | 7  | 46     | 25     | +21   | 51  | Liga Europy UEFA • I runda kwalifikacyjna    |              |
| 5   | Spartaks Jūrmala | 28 | 12 | 6 | 10 | 48     | 37     | +11   | 42  |                                              |              |
| 6   | FK Jelgava       | 28 | 6  | 3 | 19 | 19     | 48     | −29   | 21  |                                              |              |
| 7   | FS METTA/LU Ryga | 28 | 5  | 4 | 19 | 24     | 52     | −28   | 19  | Baraże o Virslīgę                            |              |
| 8   | Valmiera FC      | 28 | 2  | 2 | 24 | 22     | 92     | −70   | 8   | Spadek do 1. līgi                            |              |

### Baraże o Virslīgę
| 14 listopada 2018 17:00 | FS METTA/LU Ryga · Harmon 25' (42) · Ševeļovs 34' · Fjodorovs 48' (67) · Lagūns 55' · Dzhamalutdinov 90+2' (k) | 7:2 | SK Super Nova · 56' Kārkliņš · 81' (sam.) Seriba |  |
|                         | |     |                                                  |  |

| 17 listopada 2018 13:00 | SK Super Nova | 0:3 | FS METTA/LU Ryga · 24' Dzhamalutdinov · 40' Harmon · 60' Kovaļonoks |  |
|                         |               |     |                                                                     |  |

## Wyniki

### Pierwsza część sezonu
| Gospodarz \ Gość | FKJ | MEL | MLR | RFS | BAR | SPJ | VAL | FKW |
| FK Jelgava       |     | 0:2 | 1:1 | 0:2 | 0:1 | 1:0 | 5:1 | 0:2 |
| FK Lipawa        | 3:1 |     | 0:1 | 3:5 | 1:0 | 1:1 | 4:0 | 1:4 |
| FS METTA/LU Ryga | 3:0 | 0:3 |     | 0:1 | 0:1 | 1:3 | 2:2 | 2:2 |
| FK RFS           | 3:0 | 0:1 | 3:1 |     | 2:1 | 0:2 | 4:0 | 3:1 |
| Riga FC          | 1:0 | 2:2 | 1:0 | 1:2 |     | 1:0 | 6:1 | 1:0 |
| Spartaks Jūrmala | 1:0 | 2:2 | 3:0 | 0:2 | 0:1 |     | 3:0 | 1:2 |
| Valmiera FC      | 1:4 | 0:2 | 1:1 | 0:6 | 0:2 | 2:4 |     | 1:3 |
| FK Ventspils     | 0:0 | 1:1 | 3:1 | 1:1 | 1:0 | 1:2 | 3:1 |     |

Źródło: 
Objaśnienia:
1Drużyna gospodarzy jest wymieniona po lewej stronie tabeli.
Kolory: zielony – zwycięstwo gospodarzy, żółty – remis, różowy – zwycięstwo gości.

### Druga część sezonu
| Gospodarz \ Gość | FKJ | MEL | MLR | RFS | BAR | SPJ | VAL | FKW |
| FK Jelgava       |     | 0:2 | 1:0 | 0:4 | 0:3 | 0:0 | 3:2 | 0:3 |
| FK Lipawa        | 2:0 |     | 0:1 | 1:0 | 0:0 | 1:0 | 6:2 | 0:1 |
| FS METTA/LU Ryga | 1:2 | 0:2 |     | 0:2 | 0:2 | 0:3 | 2:1 | 0:2 |
| FK RFS           | 1:0 | 0:1 | 3:0 |     | 1:2 | 0:1 | 3:0 | 1:2 |
| Riga FC          | 2:0 | 1:0 | 2:1 | 1:0 |     | 4:4 | 3:0 | 0:0 |
| Spartaks Jūrmala | 4:1 | 2:2 | 4:3 | 0:4 | 1:3 |     | 4:0 | 1:2 |
| Valmiera FC      | 1:0 | 0:3 | 0:2 | 2:4 | 0:2 | 2:1 |     | 1:6 |
| FK Ventspils     | 2:0 | 1:0 | 4:1 | 2:0 | 0:1 | 1:1 | 4:1 |     |

Źródło: 
Objaśnienia:
1Drużyna gospodarzy jest wymieniona po lewej stronie tabeli.
Kolory: zielony – zwycięstwo gospodarzy, żółty – remis, różowy – zwycięstwo gości.

## Najlepsi strzelcy
| Bramki | Zawodnik           | Drużyna             |
| ------ | ------------------ | ------------------- |
| 15     | Darko Lemajić      | Riga FC             |
| 14     | Maksym Marusycz    | FK RFS              |
| 13     | Tosin Aiyegun      | FK Ventspils        |
| 13     | Adeleke Akinyemi   | FK Ventspils        |
| 12     | Aleksejs Višņakovs | FK Spartaks Jurmała |
| 10     | Ģirts Karlsons     | FK Liepāja          |
| 9      | Jānis Ikaunieks    | FK Liepāja          |

Źródło: